# Ворошиловський стрілок (фільм)
«Ворошиловський стрілець» (рос. Ворошиловский стрелок) — російський драматичний трилер режисера Станіслава Говорухіна, знятий 1999 року за романом Віктора Олексійовича Проніна «Жінка по середах». Стрічка зайняла 34 місце в списку 100 головних російських фільмів за версією журналу «Афіша».

## Сюжет
Літо 1999 року. Пенсіонер Іван Федорович Афонін, ветеран Другої світової війни, колишній залізничник, скромно живе з улюбленою та єдиною внучкою Катею. У сусідньому будинку живе бізнесмен Борис Чуханов, у якого щосереди («День сексуальних утіх») збираються два приятеля, Ігор Зворигін та Вадим Пашутін (однокласник Каті), які водять до себе повій.
Увечері 30 червня, побачивши студентку музичного училища Катю Афоніну, яка поверталася додому, Ігор і Вадим просять привітати Бориса, у якого нібито сьогодні день народження, і якого ніхто не привітав, навіть кохана дівчина, з якою він навчався в одній школі. Катя приймає запрошення. Коли вона збирається йти, її заганяють в спальню, де по черзі (спочатку Борис, потім Ігор і після нього Вадим) ґвалтують. Після цього Вадим пропонує розбігтися, проте Борис, дізнавшись, що Катя живе з дідом-пенсіонером, заспокоює його. У цей час Ігор, нахабно заспокоюючи Катю, пропонує вийти за нього заміж і дає грошей, проте Катя відмовляє, а вийшовши на вулицю, викидає гроші і в сльозах повертається додому. Ігор, побачивши це з балкона, вибігає вниз і відбирає гроші у шалапутного доміношника на прізвисько Скарлатина, який встиг їх підібрати.
Афонін, дізнавшись про зґвалтування, озброївся сокирою (тим часом Катя замикається у ванній), біжить розбиратися з насильниками, але його зупиняє сусід — дільничний Підберезкин. Дізнавшись про подію і розуміючи, що старий не впорається з трьома сильними легенями, він відправляє його додому й викликає міліцію на чолі з капітаном Кошаевим, який швидко домагається зізнання всіх трьох. За викликом сусідів приїжджає полковник Пашутін, батько Вадима, і намагається домовитися з капітаном, але той непохитний. Однак вже наступного дня слідчий не приймає заяви Каті, мотивуючи це тим, що доказів немає (були змиті у ванній), і все сталося після прийняття алкоголю (келих шампанського з текілою). У прокуратурі теж відмовляють, радячи дідові краще виховувати внучку. В результаті злочинці опиняються на волі.
Дідусь Іван Федорович, не сподіваючись на правосуддя, вирішує діяти сам. Продавши будинок в рідному селі за 5000 доларів племіннику-банкіру, він відправляється до Москви й купує СГД з глушником у нелегальних торговців зброєю. При випробуванні зброї Іван згадує бойову молодість, вражаючи цілі. Один з торговців захоплено називає його «ворошиловським стрільцем».
Повернувшись додому, він виявляє, що до нього приїхала Ольга — його дочка і Катіна мати, у якої «всі думки про гроші та чоловіків» і яка байдуже ставиться до того, що сталося з її донькою. Дізнавшись, що батько продав будинок в селі, вона вимагає свою частку, кажучи, що в іншому випадку візьме гроші у полковника Пашутіна, який вже намагався (коли Іван Федорович їздив у село) таким способом примиритися зі старим — безуспішно. Почувши це, батько виганяє доньку з дому. Тієї ж ночі він відносить гвинтівку до квартири сусідки, яка кілька днів тому поїхала в село, й лишила ключі для нагляду за папугою. Ця квартира розташована навпроти квартири ґвалтівників і з неї зручно вчинити самосуд. Іван мститься ґвалтівникам теж по середах, попередньо роблячи позначки в календарі. Першим пострілом, 28 липня, він важко ранить Зворигіна, який тримає між ногами пляшку шампанського. В результаті той стає кастратом (згодом це сказано полковником). Далі 4 серпня ветеран стріляє в бензобак автомобіля Бориса, що викликає вибух, від якого машина повністю згоряє. Чуханов дивом залишається живим, але отримує серйозні опіки спини, сідниць і статевих органів.
Полковник Пашутін після ретельних допитів сина розуміє невипадковість цих подій (куля в дивані, кульовий отвір в кришці бензобака, а також те, що все відбувалося по середах) і починає розслідування; коли до Івана приходить сусідка за ключами, оперативники, допитують його, направляються до її квартири, однак обшук результатів не дає. Гвинтівку встиг забрати дільничний Підберезкин, коли здогадався про дії старого. Незважаючи на це, Пашутін, який до цього знайшов у будинку старого доказ — вирваний листок календаря, позначений хрестом, намагається загрожувати старому, на що той відповідає, що «вже сталося». Полковник біжить додому і, не знайшовши ключів, прострілює замок вхідних дверей. У відповідь з квартири лунає постріл. Куля, пройшовши через двері, важко ранить полковника. Оперативник заходить в квартиру, відбирає рушницю у Вадима, викликає швидку і психіатра. Вадим, що сховався за холодильником, нервово й божевільно сміється.
Пізніше Афоніна зупиняє дільничний Підберезкін і показує гвинтівку, даючи зрозуміти, що погано лишати речові докази. Знаючи, що будинку в селі в Івана більше немає, він неофіційно конфіскує гвинтівку під виглядом інструменту, відпускаючи старого додому.
У фіналі фільму, не знаючи про подію з полковником та його сином, Іван повертається додому, де його чекає внучка Катя, яка втратила інтерес до життя. І там він раптом чує, що Катя ожила і співає під гітару пісню «Самотня гармонь».

## Виробництво
- Ґвалтівники після скоєного дивилися фільм «Доберман» (1997).[5]
- Двір і квартири в фільмі знімалися в Калузі за адресою Окружна, 4.[5]
- Фільм знятий за мотивами повісті Віктора Проніна «Жінка по середах» (інша назва «Буде трошки боляче», також видавалася під назвою «Ворошиловський стрілець», 1995).[5]
- Фільм знімався під робочою назвою «Жінка по середах», після закінчення зйомок його змінили на «Сицилійський захист», а сучасну назву фільм одержав тільки після закінчення монтажу.[5]
- На роль Каті також претендувала Юлія Началова.[5]
- Олексій Шевченків пробувався на роль Ігоря Зворигіна, Бориса Чуханова і Вадима Пашутіна, але в підсумку йому дісталася епізодична роль торговця зброєю на ринку.[5]
- На роль фронтовика розглядався Георгій Жженов.[5]